# Agosta
Agosta és un comune (municipi) de la ciutat metropolitana de Roma, a la regió italiana del Laci, situat uns 45 km a l'est de Roma. L'1 de gener de 2018 tenia 1.742 habitants.
Agosta limita amb els municipis de Canterano, Cervara di Roma, Marano Equo, Rocca Canterano i Subiaco.

## Història
L'àrea d'Agosta va ser habitada des de la prehistòria. S'esmenta a la inscripció funerària Res Gestae Divi Augusti, com la font de l'aqüeducte Aqua Marcia, i després va prendre el seu nom de l'emperador romà. El 1051 es fa referència a un castell, que més tard va ser una possessió del monestir de Subiaco.

## Llocs d'interès
- Castell medieval.
- Arc del Cardenal o della Porta, construït el 1503 a prop d'un pont que en aquell moment travessava el riu Aniene.
- Santuari de Madonna del Passo (segle xvii).